# Энильчек
Энильчек (кирг. Эңилчек) — село в Ак-Суйском районе Иссык-Кульской области Кыргызстана. Административный центр Энильчекского аильного округа. Код СОАТЕ — 41702 205 852 01 0.

## Население
По данным переписи 2009 года, в селе проживало 345 человек.